# Viaduc du Malleco
Le viaduc du Malleco (en espagnol : Viaducto del Malleco) est un pont ferroviaire chilien franchissant la rivière Malleco au sud de la ville de Collipulli dans la province de Malleco en Araucanie.
Construit de 1886 à 1891, il fut inauguré le 26 octobre 1890 par le président du Chili José Manuel Balmaceda. Avec 102 m de hauteur, il était considéré lors de sa mise en service comme le plus haut pont ferroviaire du monde.
Sa construction fut confiée à la firme parisienne Schneider et Cie. On attribue souvent à tort sa construction à Gustave Eiffel qui présenta également un projet mais qui fut rejeté par les autorités chiliennes.
Le viaduc du Malleco a été déclaré Monumento Nacional de Chile en 1990 lors de son centenaire. En 1998, le Chili propose à l'UNESCO son inscription sur la liste du patrimoine mondial.

## Galerie

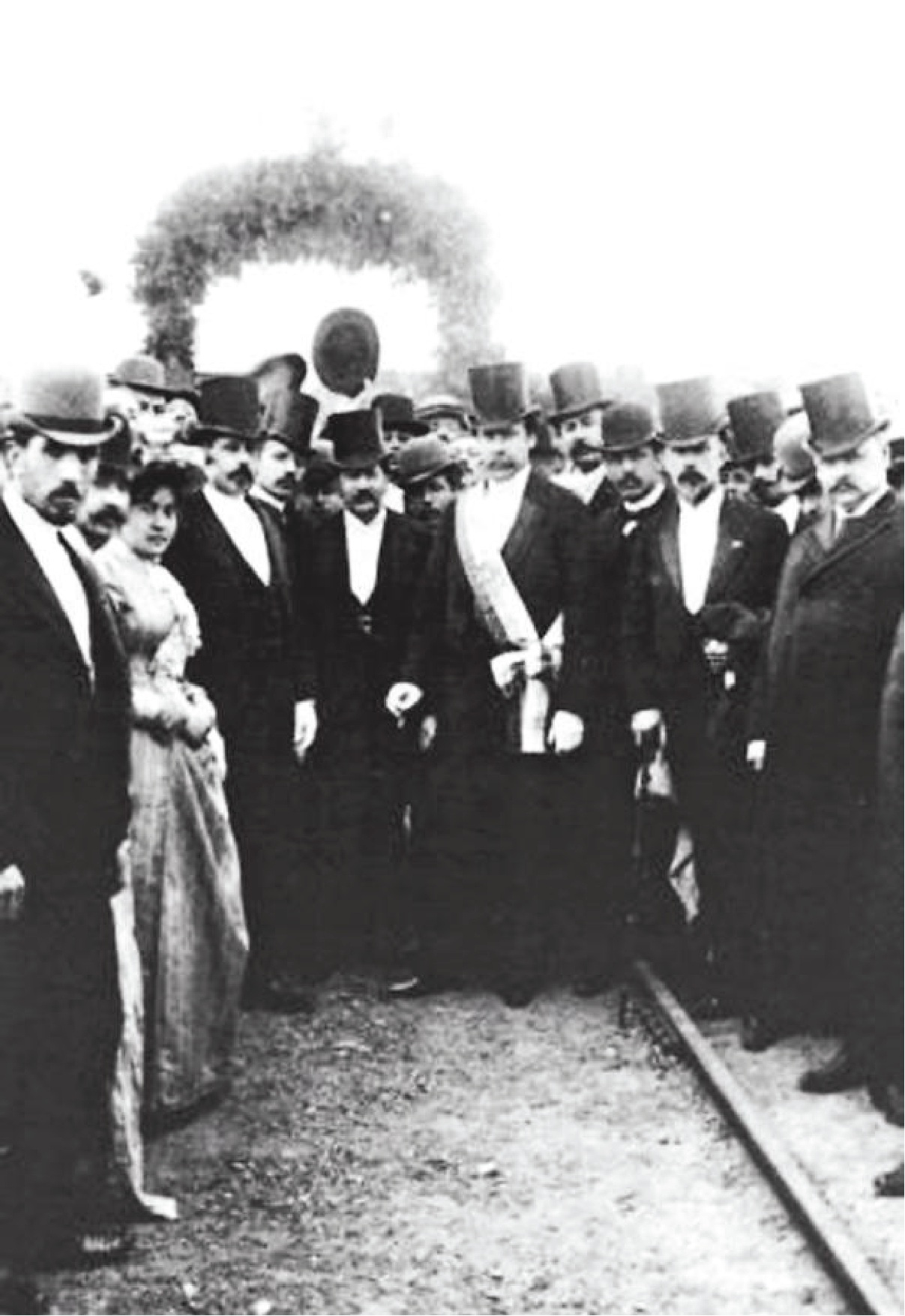
Inauguration du viaduc en 1890 par le Président José Manuel Balmaceda
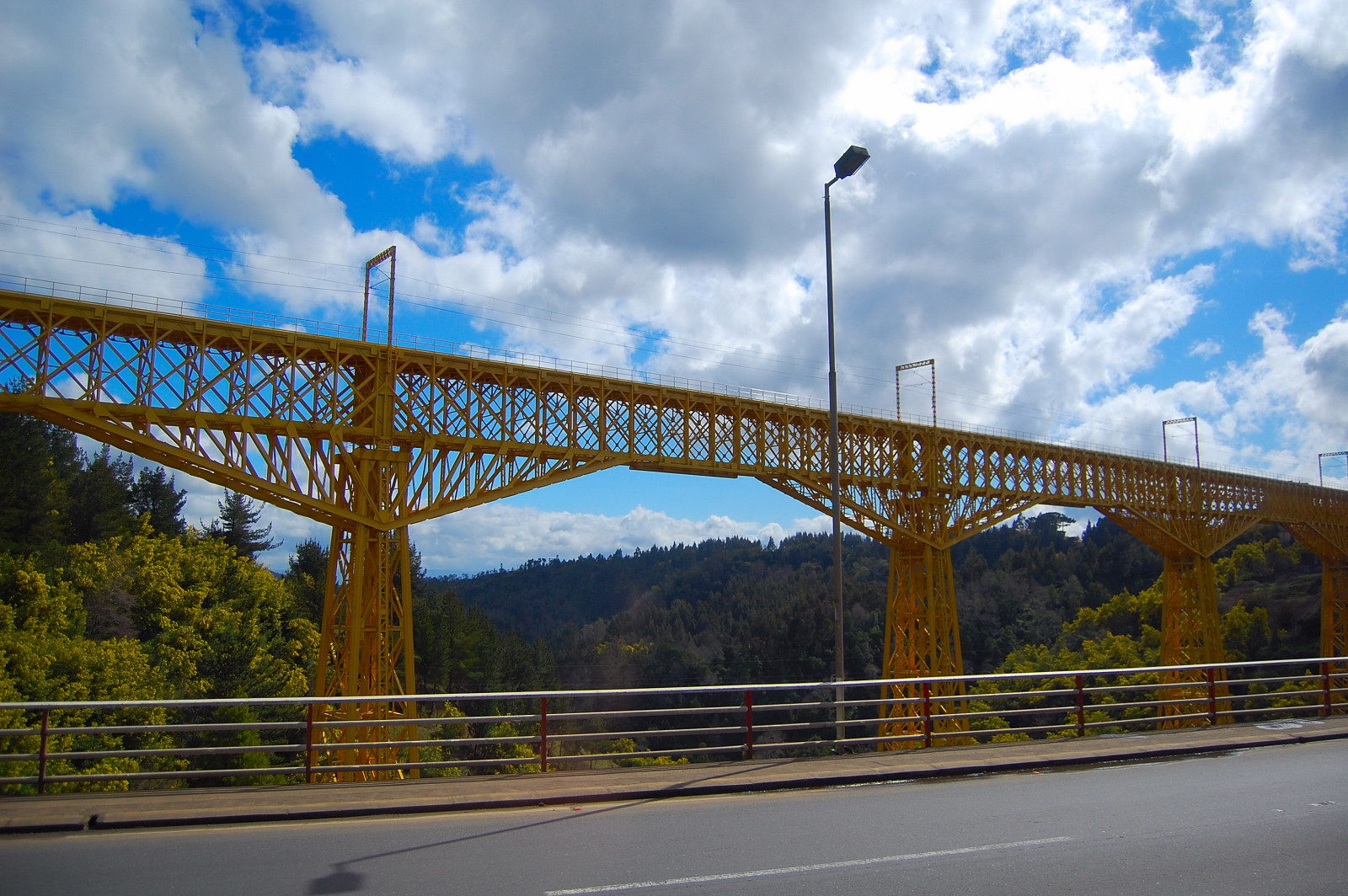
Le viaduc photographié depuis le pont de la route panaméricaine
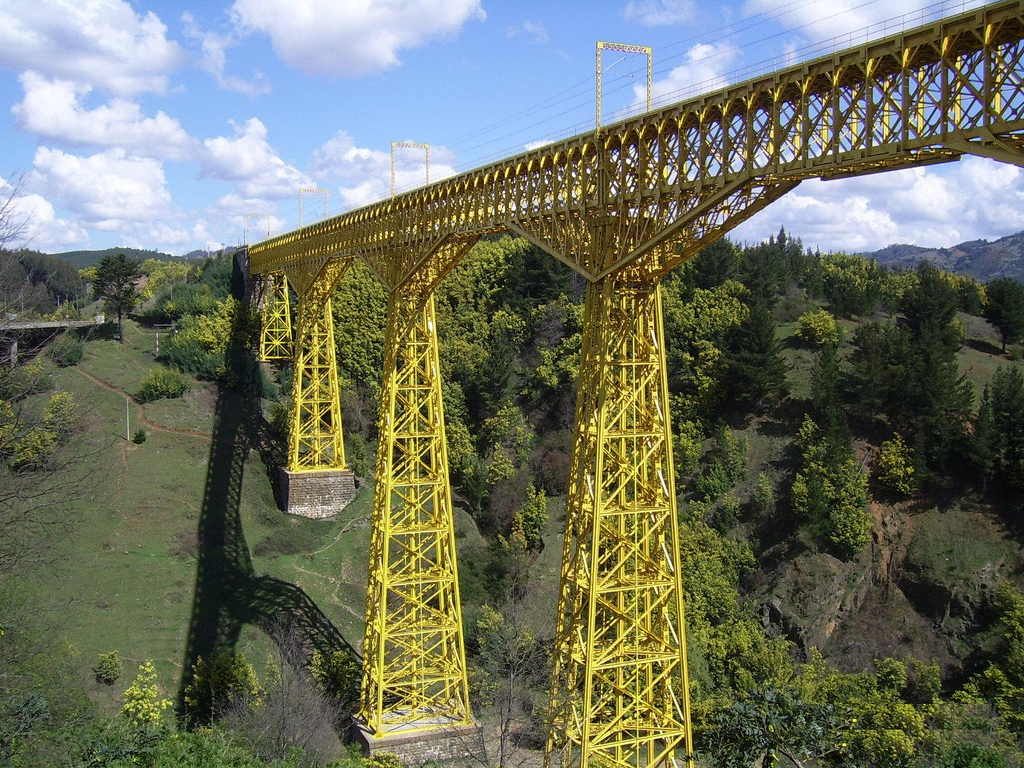
Le viaduc et la vallée du río Malleco
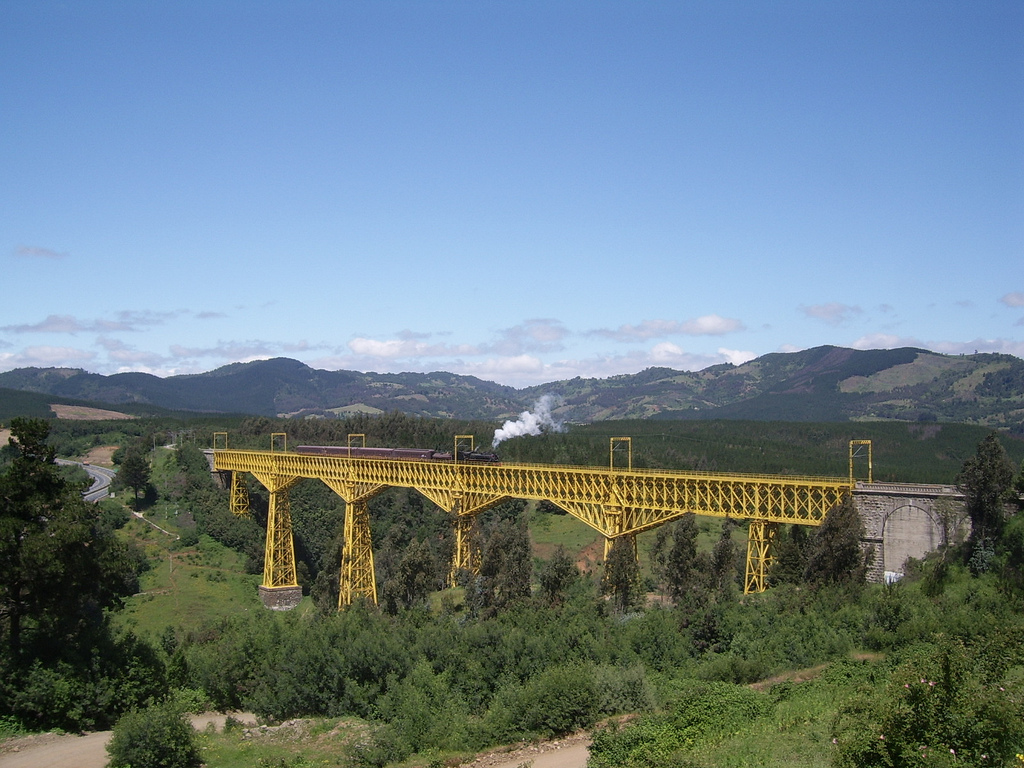
Train à vapeur sur le viaduc